# Justicia nilgherrensis
Justicia nilgherrensis là một loài thực vật có hoa trong họ Ô rô. Loài này được (Nees) Wall. ex C.B.Clarke mô tả khoa học đầu tiên năm 1885.